# Abercjusz (imię)
Abercjusz – imię męskie pochodzenia łacińskiego. Nosił je Abercjusz Marcellus, biskup Hierapolis, żyjący w III wieku n.e.
W Polsce w styczniu 2025 r., wśród publicznie dostępnych danych dotyczących osób żyjących w rejestrze PESEL, nie wykazano mężczyzn o tym imieniu. 
Abercjusz imieniny obchodzi 22 października.

## Odpowiedniki w innych językach[1]
- łacina – Abercius,
- rosyjski – Аверкий (Awierkij)[3],
- włoski – Abercio.